# Oecetis atarpa
Oecetis atarpa là một loài Trichoptera trong họ Leptoceridae. Chúng phân bố ở miền Australasia.